# Schleusingen
Schleusingen é uma cidade da Alemanha localizada no distrito de Hildburghausen, estado da Turíngia. Em 6 de julho de 2018, os antigos municípios de Nahetal-Waldau e St. Kilian foram incorporados a Schleusingen.